# Rostbauchnewtonie
Die Rostbauchnewtonie, jetzt Rostbauchvanga, (Newtonia brunneicauda) ist ein auf Madagaskar endemischer Singvogel aus der Familie der Vangawürger (Vangidae).
Das Artepitheton kommt von lateinisch bruneus ‚braun‘ und lateinisch cauda ‚Schwanz‘.

## Merkmale

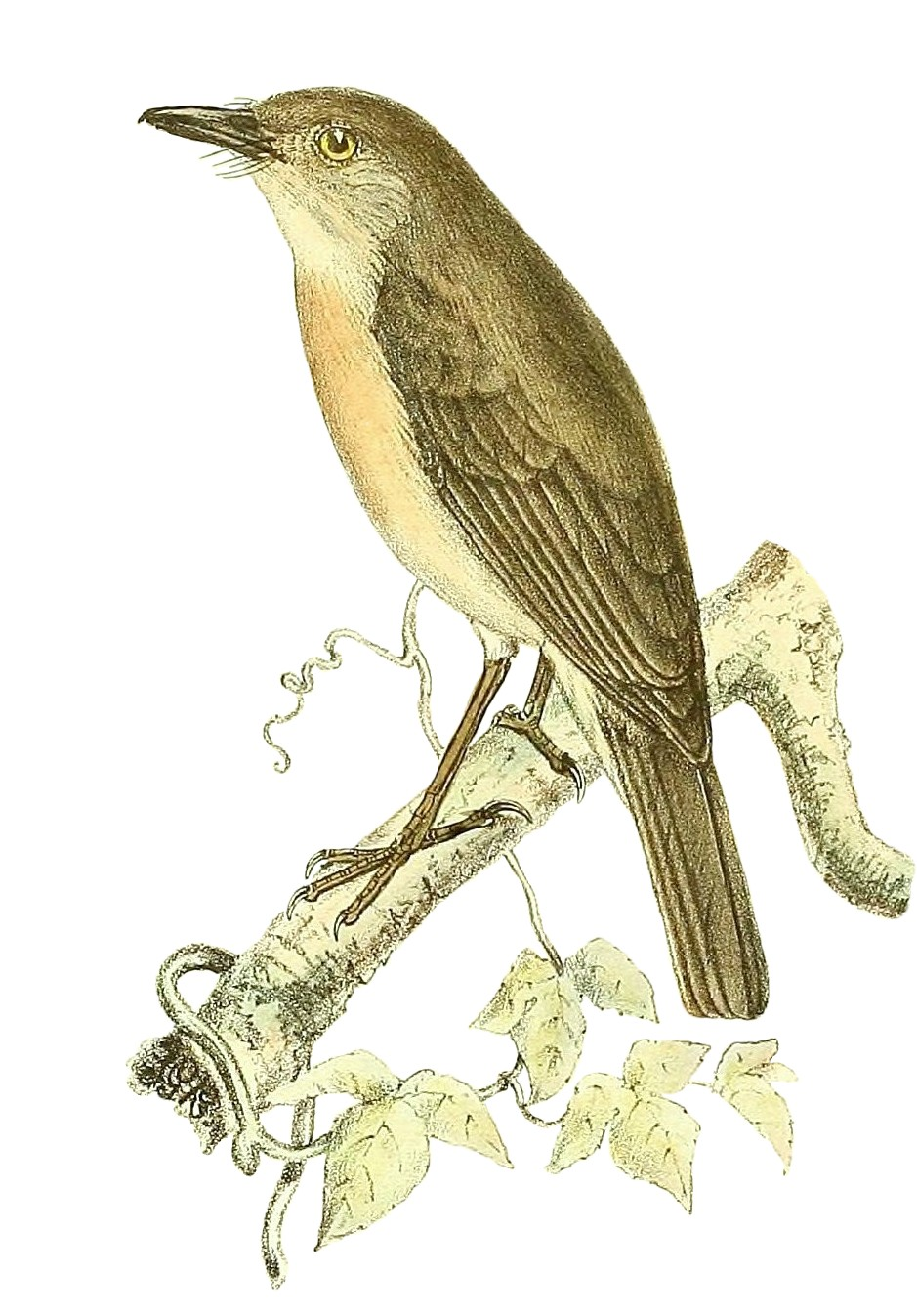
Rostbauchvanga, Illustration

Dieser kleine Vangawürger ist etwa 12 cm groß, 7–14 g schwer und ähnelt eher den Grasmücken. Die Oberseite ist grau-braun mit einfarbigem Kopf, dunklem Schnabel und blassem Auge. Die Iris ist weiß. Die Flügel sind etwas intensiver braun, die Unterseite sowie Beine und Schnabelunterseite sind blass-orange.

## Verhalten
Rostbauchnewtonien ernähren sich von kleinen Insekten einschließlich Spinnen, Käfern und Fliegen. Sie suchen in Baumkronen, in Familiengruppen und zusammen mit Timalien nach Nahrung. Die Brutzeit liegt zwischen Juli und März.

## Verbreitung und Lebensraum
Diese Art ist im Tiefland- und Bergregenwald bis 1600 m, häufig auch im Dornenwald heimisch.

## Geografische Variation
Es werden folgende Unterarten anerkannt:
- N. b. brunneicauda (Newton, 1863) Nominatform, in den bewaldeten Teilen Madagaskars, insbesondere in Zentralmadagaskar.
- N. b. monticola Salomonsen, 1934 im Ankaratra Gebirge, etwas dunkler grau-olive-braun auf der Oberseite, intensiver braun auf der Unterseite und größer.[5]

## Gefährdungssituation
Der Bestand gilt als nicht gefährdet (Least Concern).